# 维蒂谢瑙
维蒂谢瑙（德語：Wittichenau，發音：[vɪtɪçəˈnaʊ] ⓘ，發音：[ˈkulɔf] ⓘ）是德国萨克森州包岑县的城市，面积61.02平方千米，2023年12月31日人口为5,648人。